# Heinz Ischreyt
Heinz Ischreyt (* 31. März 1917 in Libau/Kurland; † 11. Juni 1993 in Diekholzen/Niedersachsen) war ein deutschbaltischer Germanist und Publizist.

## Leben
Nach seinem Schulbesuch in Libau studierte Ischreyt Germanistik, Philosophie, Psychologie und Volkskunde von 1935 bis 1939 in Riga, dann in Posen, wo er 1942 zum Dr. phil. promovierte und Assistent an der Universität wurde. Von 1945 bis 1947 leitete er die  Landesbibliothek in Gera;  seit 1948 war er als Journalist, Verlagslektor und Forschungsbeauftragter tätig, seit 1966 Referent und Dozent an der Ost-Akademie in Lüneburg, 1980–82 Leiter des Instituts „Nordostdeutsches Kulturwerk“ in Lüneburg, dann Leiter des Studienkreises für Kulturbezüge in Mittel- und Osteuropa. Seit 1974 war er Mitglied der Baltischen Historischen Kommission, seit 1992 Mitglied der Akademie der Wissenschaften Lettlands.

## Veröffentlichungen
- Welt der Literatur. Gütersloh 1961.
- Studien zum Verhältnis von Sprache und Technik. Düsseldorf 1965.
- Die Aufklärung in Ost- und Südosteuropa. Köln/Wien: Böhlau 1972.
- Der Bauer Mittel- und Osteuropa im sozioökonomischen Wandel des 18. Und 19. Jahrhunderts. Köln/Wien: Böhlau 1973.
- (Hrsg.) Die beiden Nicolai : Briefwechsel zwischen Ludwig Heinrich Nicolay in St. Petersburg und Friedrich Nicolai in Berlin (1776–1811). Lüneburg 1989.
- (mit Irene Ischreyt) Der Arzt als Lehrer. Populärmedizinische Publizistik in Liv-, Est- und Kurland als Beitrag zur volkstümlichen Aufklärung im 18.Jahrhundert. Lüneburg 1990.
- (Hrsg.) Königsberg und Riga.(Zentren der Aufklärung 2). Tübingen 1995